# Domingo Moriones Larraga
Domingo Moriones Larraga (Valterra, 31 de julio de 1883-13 de febrero de 1964), III marqués de Oroquieta, fue un militar español, destacado durante la guerra civil española en la que luchó en defensa de la legalidad republicana.

## Biografía
Era hijo de Domingo Muriones Murillo, militar e hijo primogénito del general y gobernador de las Filipinas Domingo Moriones Murillo, y de Eugenia Larraga Moreno. Oficial profesional del Ejército de Tierra, en 1934 era el gobernador militar de Gijón y desde su puesto tomó parte en la supresión de la Revolución de Asturias. Durante el golpe de Estado de julio de 1936, estando destinado en el Regimiento de Ferrocarriles con el rango de teniente coronel, se mantuvo fiel a la República y pasó a liderar una columna miliciana en Somosierra, participando durante las primeras semanas de la contienda en los combates por el control de Somosierra y Guadarrama.
A comienzos de 1937 estaba al mando de la 2.ª División que guarnecía el frente de Somosierra y, meses después, fue nombrado comandante del I Cuerpo de Ejército. Al mando de esta formación participó de forma activa en la fallida ofensiva de Segovia, que pretendía tomar la ciudad de Segovia y adentrarse en la retaguardia de la Zona nacional, en dirección a Valladolid. En 1938 fue ascendido a general y fue nombrado comandante del Ejército de Andalucía. El 16 de febrero asistió a una reunión en el Aeródromo de Los Llanos entre el presidente del gobierno, Negrín, y los principales dirigentes militares republicanos, a la que también asistieron los generales Menéndez, Miaja, Escobar, Matallana y el almirante Buiza, comandante de la Marina republicana. Se expuso la necesidad de negociar con Franco el final de la guerra, en vista de la pésima situación militar de la República. Moriones estuvo de acuerdo con otros militares en la necesidad de poner fin a la guerra lo más rápido posible, puesto que este grupo de militares sostenía que el Ejército Popular no estaba en condiciones de seguir combatiendo.
En marzo de 1939, cuando se produjo el golpe de Estado del coronel Casado, Moriones lo apoyó junto con todo el Ejército de Andalucía bajo su mando, a pesar de lo cual fue rápidamente sustituido por otro oficial de la confianza de Casado, Francisco Menoyo Baños.
Al finalizar la guerra fue condenado a muerte, pena que le fue conmutada por la de treinta años de reclusión. Finalmente, pasó diez años en prisión, murió en 1964, ostentando el título de marqués de Oroquieta, que heredó su hermana Máxima.